# Haploniscidae
Haploniscidae é uma família de isópodes pertencentes à ordem Isopoda.
Géneros:
- Abyssoniscus Birstein, 1971
- Antennuloniscus Menzies, 1962
- Aspidoniscus Menzies & Schultz, 1968
- Chandraniscus George, 2004
- Chauliodoniscus Lincoln, 1985
- Haploniscus Richardson, 1908
- Hydroniscus Hansen, 1916
- Mastigoniscus Lincoln, 1985